# Morgonpromenaden
Morgonpromenaden (engelska: The Morning Walk) eller Mr and Mrs William Hallett är en oljemålning av den engelske konstnären Thomas Gainsborough. Den målades 1785 och ingår sedan 1954 i National Gallery samlingar i London. 
Målningen porträtterar William Hallett (1764–1842) och Elizabeth Stephen (1764–1833) strax före deras bröllop den 30 juli 1785. Paret går en morgonpromenad med sin Pomeranian, möjligen i sina bröllopskläder. William Hallett hade 1781 ärvt en förmögenhet av sin farfar, en tillverkare av fashionabla möbler, som han dock förvaltade illa och i stor utsträckning spelade bort på hästar. Den 4 mars 1785 betalde han Gainsborough 125 pund för detta dubbelporträtt.  
Gainsboroughs porträtt av paret Hallett är mycket representativ för hans bilder av den brittiska överklassen – i helfigur träder de fram ur romantiska lummiga engelska parklandskap. Ofta framställde han sina modeller blodlöst bleka och svärmiskt drömmande. Gainsborough var Englands främsta porträtt- och landskapsmålare under 1700-talet. Gainsborough ville helst måla landskap; porträtt gjorde han främst på beställning. Han uttryckte vid ett tillfälle att "jag gör porträtt för att överleva och landskap för att jag tycker om dem". Det är dock hans porträtt som lade grunden till hans berömmelse. 